# Music of Darkover
Music of Darkover (Darkover Anthology #13) este o antologie de povestiri științifico-fantastice (de fantezie științifică) și de poezie care a fost editată de Elisabeth Waters.  
Lucrările fac parte din Seria Darkover creată de scriitoarea americană Marion Zimmer Bradley. Seria are loc pe planeta fictivă Darkover din sistemul stelar fictiv al unei gigante roșii denumită Cottman. Planeta este dominată de ghețari care acoperă cea mai mare parte a suprafeței sale. Zona locuibilă se află la doar câteva grade nord de ecuator.
Această carte se concentrează pe muzica de pe Darkover și a fost publicată de Marion Zimmer Bradley Literary Works Trust la 3 iunie 2013.

## Cuprins
- Introducere, de Elisabeth Waters
- "The Horsetamer's Daughter", de Leslie Fish (poezie)
- "Tower of Horses", de Leslie Fish
- "Right to Choose", de India Edghill
- "All Who Breathe are Chained", de Rosemary Edghill
- "Danila's Song", de Vera Nazarian
- "Darkover through the Flowinglass", de Margaret Davis

- Introducere: Traditional Darkovan Music, by Elisabeth Waters
- "Seagull of the Land-Under-Waves", poezie, autor nemenționat
- "Caristiona", poezie, autor nemenționat
- "Fairy's Love Song (Tha mi sgith)",poezie, autor nemenționat
- "The Mull Fisher's Love Song (O Mhairead Og!)", poezie, autor nemenționat
- "The Coolin of Rūm (Am Fuar Bheinn)", poezie, autor nemenționat

- Introducere: Songs by Marion Zimmer Bradley, de Elisabeth Waters
- "The Ballad of Hastur & Cassilda", de Marion Zimmer Bradley (poezie)
- "The Outlaw", de Marion Zimmer Bradley (poezie)

- Introducere: Darkovan Filk Songs, de Elisabeth Waters
- "Lament of a Comyn Keeper", de Cynthia McQuillin (poezie)
- "The Chieri", de Cynthia McQuillin (poezie)
- "Exile", de Cynthia McQuillin (poezie)
- "Lament of a Drytown Bride", de Cynthia McQuillin (poezie)
- "Chains", de Cynthia McQuillin (poezie)
- "Bridal lament", de Cynthia McQuillin (poezie)
- "Darkover Wedding Song", de Cynthia McQuillin (poezie)
- "Golden Bell", de Cynthia McQuillin (poezie)
- "The Starstone and the Mirror Ball", de Raul S. Reyes
- "The Music of the Spheres", de Michael Spence
- "Poetic License", de Mercedes Lackey
- "A Capella", de Elisabeth Waters
- "A Song for Capella", de Elisabeth Waters (poezie)